# Variaciones, interludio y finale sobre un tema de Rameau
Las Variaciones, interludio y finale sobre un tema de Rameau (francés: Variaciones, interlude et finale sur un thème de Rameau) fueron compuestas por Paul Dukas entre 1899 y 1902. La obra fue estrenada en París en 1903.

## Estructura
Minueto [Tema]
Variación I. Tendrement
Variación II. Assez vif, très rythmé
Variación III. Sans hâte, délicatement
Variación IV. Un peu animé, avec légèreté
Variación V. Lent
Variación VI. Modéré
Variación VII. Assez vif
Variación VIII. Très modéré
Variación IX. Animé
Variación X. Sans lenteur, bien marqué
Variación XI. Sombre, assez lent
Interludio
Finale (Variation XII). Modérément animé – Vif

## Recepción
En un análisis de la obra en El Musical Trimestral en 1928, el crítico Irving Schwerké escribió: 

Las Variaciones sobre un tema de Rameau …  fueron estrenadas por Édouard Risler, en la Société Nationale, el 23 de marzo de 1903. Las once variaciones exhalan un espíritu clásico a la vez que libre e intrépido. En ocasiones el compositor emplea la más ínfima parte del tema para dotarlo de nuevo material siguiendo el esquema temático. Cada variación revela su maestría con las formas tradicionales, su virtuosismo como compositor y la calidad poética de su sensibilidad.

En la primera década del siglo XX, tras el inmenso éxito de su obra orquestal El Aprendiz de Brujo, Dukas completó dos obras para piano solo a gran escala complejas y exigentes técnicamente: la Sonata para piano, dedicada a Saint-Saëns, y Variaciones, intermedio y finale sobre un tema de Rameau (1902). Los críticos al analizar las obras para piano disciernen la influencia de Beethoven, o, «Beethoven si fuera interpretado por la mente francesa de César Franck».  Lockspeiser describe las Variaciones como «más desarrolladas y seguras» que la Sonata: «Dukas infunde la forma convencional con un nuevo y poderoso espíritu». Ambas obras fueron estrenadas por Édouard Risler, un célebre pianista de la época.